# Spillern
Spillern est une commune autrichienne du district de Korneuburg en Basse-Autriche.